# Bitterley
Bitterley är en by och civil parish i Shropshire i England. Orten omnämns som Buterlei i Domesday Book. Bykyrkan härstammar från 1100-talet.